# Alocasia brisbanensis
Alocasia brisbanensis là một loài thực vật có hoa trong họ Ráy (Araceae). Loài này được (F.M.Bailey) Domin mô tả khoa học đầu tiên năm 1915.

## Hình ảnh

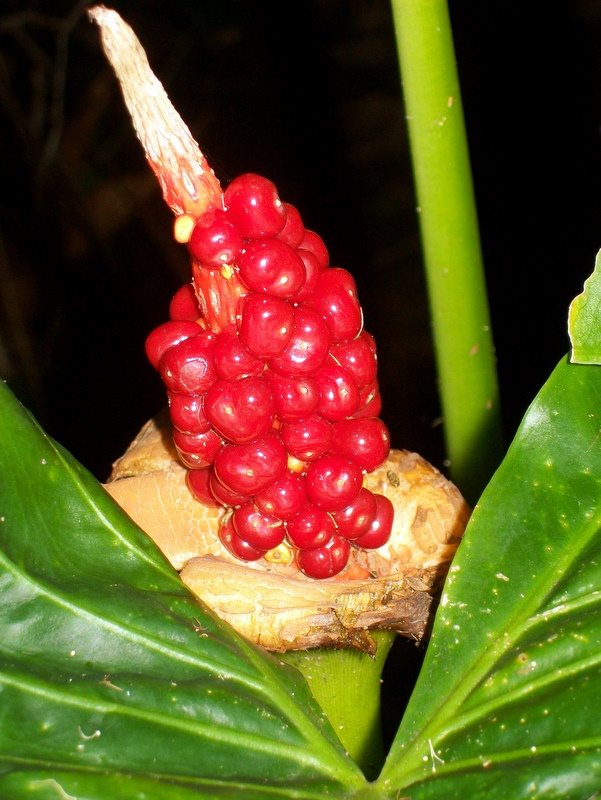
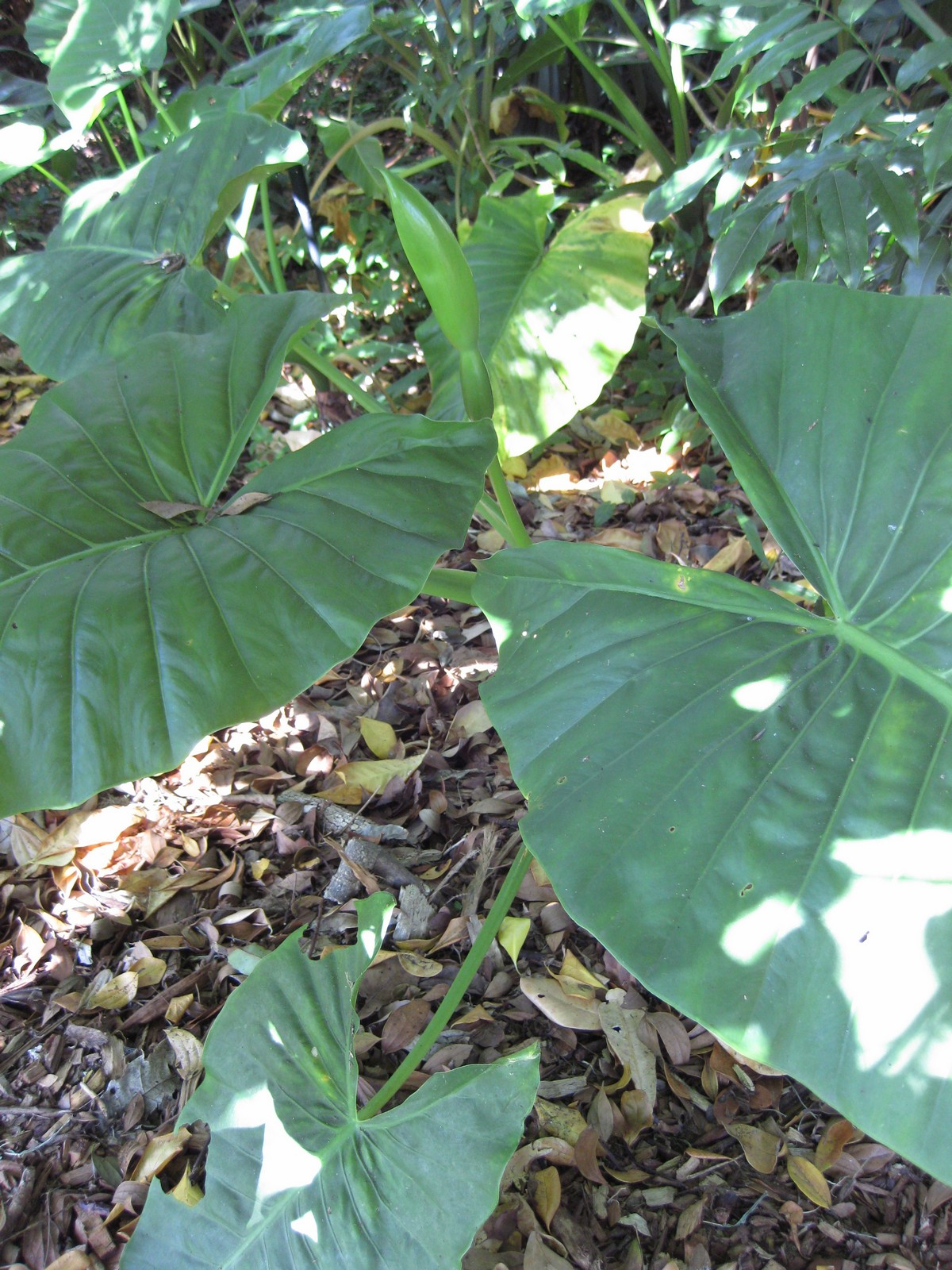
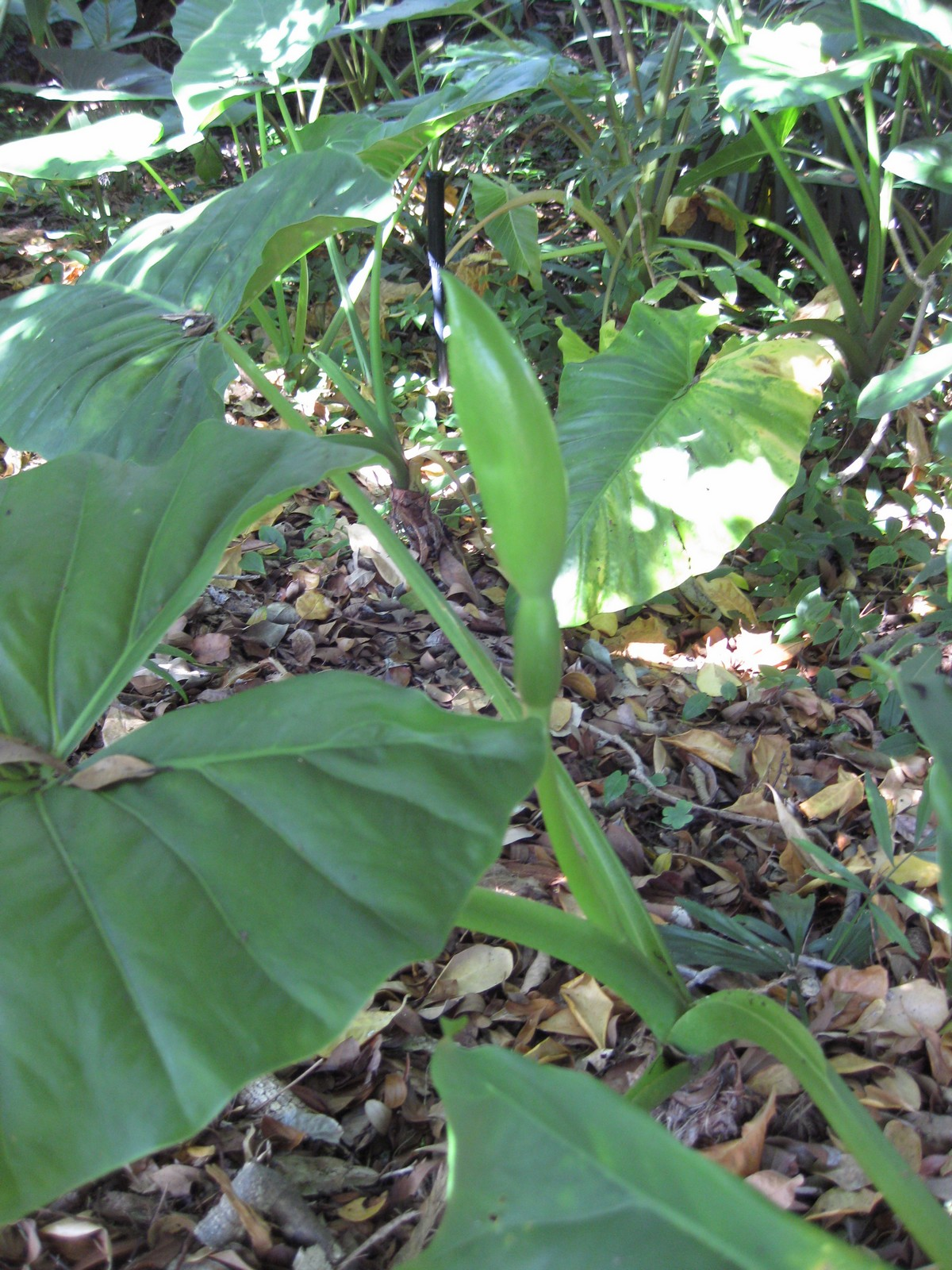
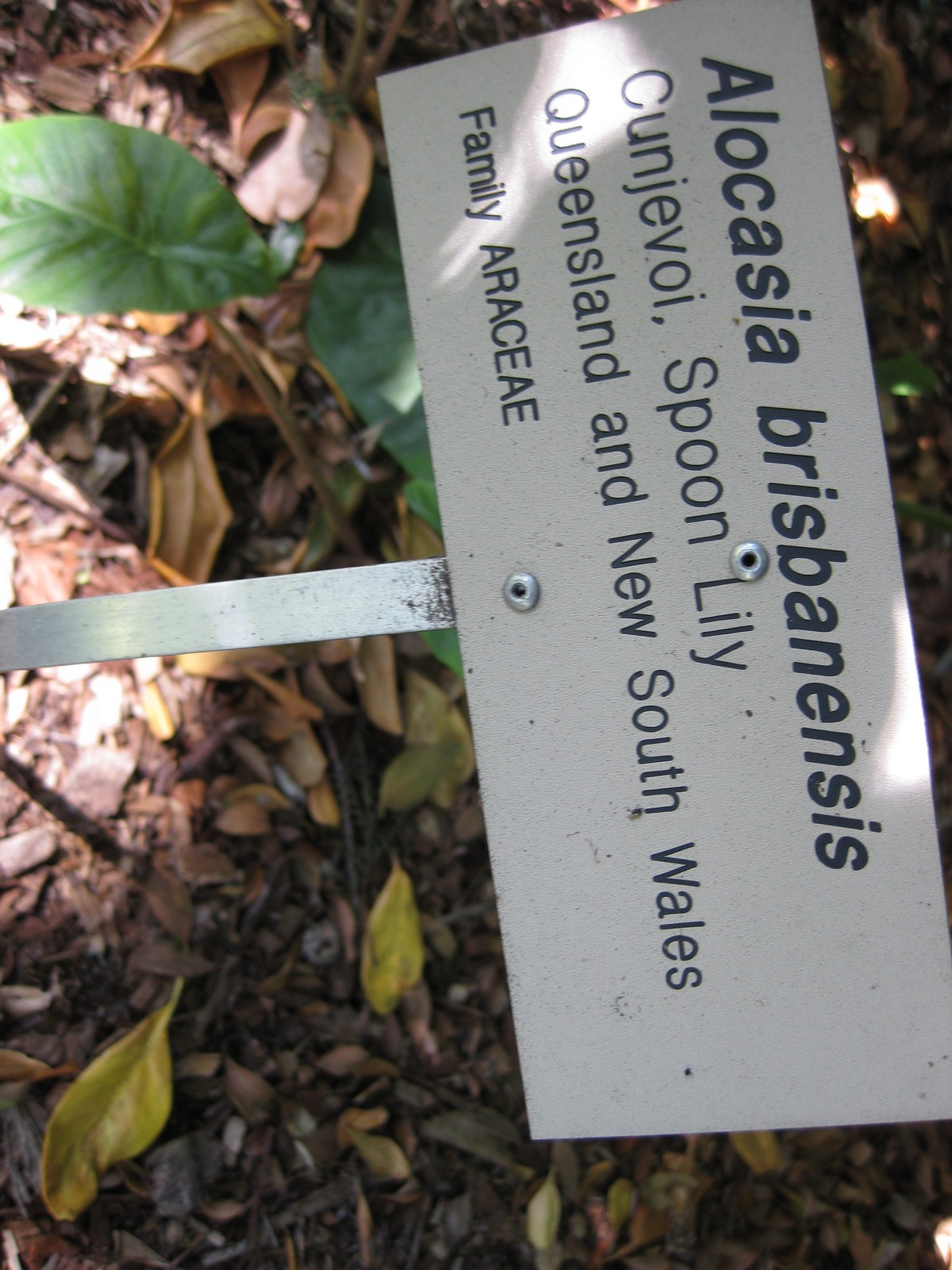